# Pierre Littbarski
Pierre Littbarski, nemški nogometaš in trener, * 16. april 1960, Zahodni Berlin.
Za zahodnonemško reprezentanco je odigral 73 uradnih tekem in dosegel 18 golov.